# Eraldo Nikoci
Eraldo Nikoci (Durazzo, 29 luglio 1999) è un cestista albanese.
Con i suoi 213 centimetri, è l'uomo più alto d'Albania.

## Carriera
Nel 2020 è stato convocato dall'Albania.